# Pachetra leucophaea
Pachetra leucophaea är en fjärilsart som beskrevs av Ignaz Schiffermüller 1766. Pachetra leucophaea ingår i släktet Pachetra och familjen nattflyn. Inga underarter finns listade i Catalogue of Life.

## Bildgalleri

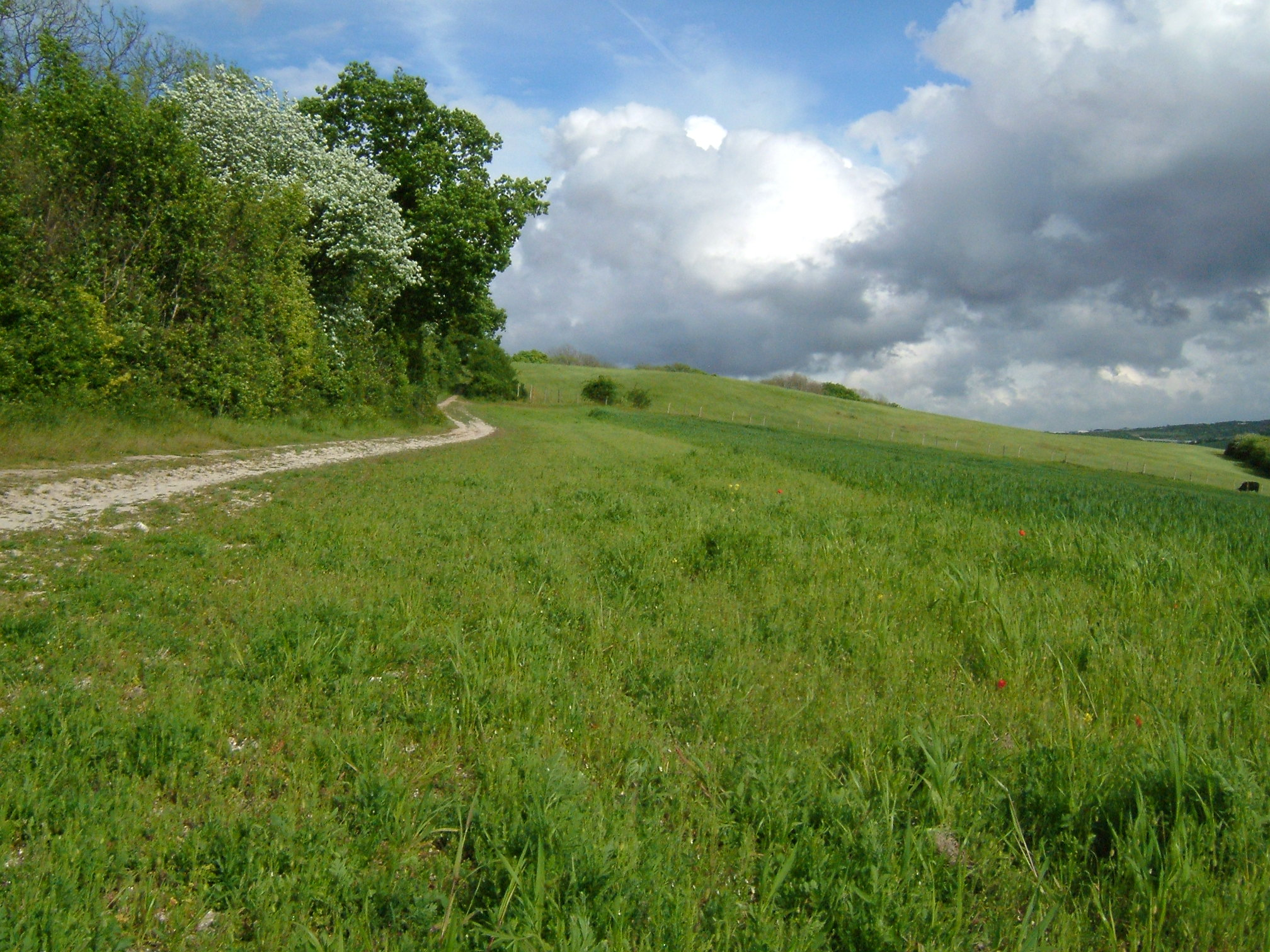